# Pozdní Tchang
Říše Pozdní Tchang (čínsky v českém přepisu Chou Tchang, pchin-jinem Hòu Táng, znaky zjednodušené 后唐, tradiční 後唐) byl jeden ze států, které se vystřídaly v severní Číně po pádu říše Tchang, v období Pěti dynastií a deseti říší. Založil ji roku 923 Li Cchun-sü, šatoský kníže z Ťin, který ze svého území v Šan-si ve válce s říší Pozdní Liang postupně dobyl severní Čínu. Li Cchun-sü zemřel roku 926, poté se stát utápěl ve sporech jeho nástupců dokud roku 936 nepovstal vojevůdce Š’ Ťing-tchang, který vyhlásil vlastní stát Pozdní Ťin a na přelomu let 936/937 zabral tchangské území.

## Historie
Roku 907 svrhl posledního císaře říše Tchang jeho vojevůdce Ču Wen, který zřídil vlastní stát Pozdní Liang. Jižní Čína poté od ústřední vlády definitivně odpadla. V severní Číně nepřátelský postoj vůči liangské vládě zaujali zejména Šatoové vedení Li Kche-jungem († 908) a jeho synem Li Cchun-süem, kteří zřídili knížectví Ťin v Šan-si, a Liou Šou-kuang vládnoucí severovýchodu Číny z Jou-čou (Pekingu), od roku 911 jako císař říše Jen. V nastalé válce zvítězili Šatoové, kteří roku 915 dobyli Jen a roku 923 obnovili říši Tchang s Li Cchun-süem na císařském trůnu (pro odlišení od svého vzoru získala od historiků označení Pozdní Tchang). Téhož roku zlikvidovali říši Liang. Tchangskému císaři se poté podřídila celá severní Čína, a formálně i jihočínské státy. Roku 925 dobyl stát Rané Šu v S’-čchuanu.
Li Cchun-sü si však jako císař neudržel podporu svých věrných, regionální guvernéři nelibě nesli pokusy vlády o omezení jejich moci, jeho generálové se cítili ohroženi vzestupem moci eunuchů (mocných za dynastie Tchang, nicméně od Ču Wenových čistek roku 903 bez vlivu), prvního ministra Kuo Čchung-tchaoa zabila císařovna podporovaná eunuchy. Roku 926 vypuklo několik povstání v regionech, generál Li S’-jüan (adoptivní syn Li kche-junga) vyslaný k jejich potlačení se přidal na stranu rebelů a nespokojenci v hlavním městě – Luo-jangu – zabili císaře. Li S’-jüan poté takřka bez odporu obsadil metropoli a nastoupil na trůn.
Nový panovník rychle zavedl pořádek v zemi, soustředil v okolí metropole silnou armádu, uspořádal státní finance (mimo jiné sjednotil tři finanční úřady do finančního vládního výboru a zrušil státní monopol na výrobu alkoholu a železa). Intriky a nepřátelství však i nadále u dvora kvetly. Kontrola nad vzdálenějšími regiony byla mnohdy problematická, zejména guvernéři S’-čchuanu si vedli dosti samostatně (až po popravu vládních inspektorů roku 927). Na druhé straně však s pomocí jihočínského formálně závislého království Čchu zabránil přechodu vládce Ťing-nanu (státu na středním toku Jang-c’) ke spojenectví s říší Wu a na severu zlikvidoval pokus guvernéra Ting-čou o spojení s říší Liao.
Koncem roku 933 Li S’-jüan onemocněl, v nervózní atmosféře se jeho syn a následník Li Cchung-žung pokusil obsadit císařský palác, v nastalých bojích byl zabit a na trůn po smrti císaře nastoupil mladší Li S’-jüanův syn Li Cchung-chou. Následující rok na rozbroje v metropoli reagoval guvernér S’-čchuanu vyhlášením samostatnosti (říše Pozdní Šu), a po několika měsících se tchangská vláda pokusila přesunout některé guvernéry, na což jeden z nich, Li S’-jüanův adoptivní syn čínského původu Li Cchung-kche, reagoval vzpourou, a když se metropolitní armáda přidala na jeho stranu, svrhl císaře. Prvním z guvernérů, kteří uznali Li Cchung-kchea, byl velitel vojsk na severní a severovýchodní hranici a Li S’-jüanův zeť Š’ Ťing-tchang, dlouholetý Li Cchung-kcheův soupeř. Přesto se nové vládě vztahy se Š’ Ťing-tchangem nepodařilo uspořádat a roku 936 vypukla otevřená válka, ve které s pomocí armády říše Liao Š’ Ťing-tchang prohlásil císařem říše Pozdní Ťin, porazil tchangská vojska, a začátkem roku 937 obsadil Luo-jang, přičemž Li Cchung-kche spáchal sebevraždu. Říše Pozdní Tchang tím zanikla.

## Císařové
| Jméno | Jméno           | Jméno                                                      | Narození Úmrtí | Vláda   | Éra vlády                                                 |
| posmrtné | chrámové        | příjmení a osobní jméno                                    | Narození Úmrtí | Vláda   | Éra vlády                                                 |
| --- | --------------- | ---------------------------------------------------------- | -------------- | ------- | --------------------------------------------------------- |
| Kuang-šeng šen-min siao chuang-ti 光聖神閔孝皇帝 | Čuang-cung 莊宗 | Li Cchun-sü 李存勖                                         | 885–926        | 923–926 | Tchung-kuang (同光, 923–926)                              |
| Che-wu chuang-ti 和武皇帝 | Ming-cung 明宗  | Li S’-jüan (李嗣源) od 927 Li Tan (李亶)                   | 867–933        | 926–933 | Tchien-čcheng (天成, 926–930) Čchang-sing (長興, 930–934) |
| Min-chuang-ti 閔皇帝 | –               | Li Cchung-chou 李從厚                                      | 914–934        | 933–934 | Jing-šun (應順, 934)                                      |
| – | –               | Li Cchung-kche (李從珂), původně Wang Cchung-kche (王從珂) | 885–937        | 934–937 | Čching-tchaj (清泰, 934–937)                              |
| Li Cchung-chou je též znám jako Malý císař (Šao-ti, 少帝), nebo První sesazený císař (Čchien-fej-ti, 前廢帝). Li Cchung-kche dostal od historiků jméno Sesazený císař (廢帝, Fej-ti), nebo Poslední císař (末帝, Mo-ti). |                 |                                                            |                |         |                                                           |